# Ieremia Cacavela
Ieremia Cacavela a fost un călugăr și cărturar născut în Creta, care a trăit în țările române. A făcut studii la Lipsca și la Beciu și cunoștea limbile latină, greacă și italiană. Era cunoscut ca un „iatrofilozof” (filozof medic). Cacavela a fost un apropiat al lui Constantin Cantemir și preceptor al fiilor săi.
A fost de asemenea egumen al Mănăstirii Plăviceni și hierokeryx al Marii Biserici (între 1714–1716).
La îndemnul vel-spătarului Constantin Brâncoveanu, a tradus din italiană în greacă tipăritura apărută în 1683 la Veneția intitulată Raggualia historico della guerra tra l'armi cesarea e ottomane dal principio delle ribellione degl'Ungaria finno l'anno corrente (în română: Înștiințare istorică despre războiul dintre armata imperială și cea otomană de la începutul răscoalei Ungariei până la sfârșitul anului curent 1683). Traducerea grecească este dedicată domnului Țării Românești, Șerban Cantacuzino.